# جام خیریه انگلستان ۱۹۹۶
 جام خیریه انگلستان ۱۹۹۶ ، ۷۴امین رقابت سالانه مابین قهرمانان لیگ برتر انگلستان و جام حذفی فوتبال انگلستان است.
این مسابقه در تاریخ ۱۱ آگوست ۱۹۹۶ مابین تیم‌های نیوکاسل و منچستر یونایتد در ورزشگاه ومبلی لندن برگزار شده‌است.
تیم منچستر یونایتد در این مسابقه توانست با نتیجه چهار بر صفر به پیروزی برسد.

## جزئیات مسابقه
| منچستر یونایتد                              | ۴ – ۰ | نیوکاسل |
| ------------------------------------------- | ----- | ------- |
| کانتونا ۲۴' · بات ۳۰' · بکهام ۸۵' · کین ۸۷' |       |         |